# Александър Кояндер
Александър Иванович Кояндер (на руски: Александр Иванович Кояндер) е руски дипломат от финландски произход.
Постъпва във външното министерство на Русия през 1865 г. От 1868 до 1870 г. служи в мисиите в Цариград и Трабзон, после в Пекин. От 1883 до 1884 г. е министър-резидент в Черна гора, а след това е назначен за дипломатически агент в България. След службата там заминава за Египет, където остава от 1886 до 1892 година като дипломатически агент и генерален консул на Русия. След това до смъртта си е пълномощен министър в Португалия.
По време на службата си в България (през 1884 – 1886 година) Кояндер прави неколкократни опити да издейства детрониране на княз Александър I чрез въздействие върху лидерите на основните 2 партии на Княжеството през онзи период – Драган Цанков и Петко Каравелов. Каравелов, който взема властта през 1884 г., не се поддава на внушенията му. Непосредствено след обявяването на Съединението на Източна Румелия с Княжество България в Пловдив Кояндер се опитва, без успех, да попречи на навлизането на княжеските войски в Южна България.